# Célula madre pluripotente inducida

Esquema de la generación de células madre pluripotenciales inducidas (iPS) a partir de células adultas (reprogramación). (1) Se aíslan y cultivan las células adultas que se van a utilizar como. (2) Se hace la transferencia de genes exógenos provenientes de células madres a las células por medio de vehículos retrovirales. Las células de color rojo indican que son células transfectadas que ya expresan los genes exógenos. (3) Se cultivan las células transfectadas con métodos de cultivo de células madre usando células inactivadas como capas alimentadoras (color gris). (4) Un subgrupo pequeño de estas células transfectadas se transforman en células madres pluripotenciales inducidas (iPS) y desde ese momento en adelante producen colonias de células madre.

Las células madre pluripotentes inducidas (normalmente abreviadas como células iPS, por sus siglas en inglés: "induced Pluripotent Stem" ) son un tipo de células madre con características pluripotenciales (capaces de generar la mayoría de los tejidos) derivadas artificialmente de una célula que inicialmente no era pluripotencial. Por lo general se utiliza como  una célula adulta diferenciada (diferenciación celular) procedente de un tejido, sobre la que se induce la expresión de varios genes exógenos, tales como Oct4, Sox2, c-Myc y Klf4, capaces de des-diferenciarla. Se denomina reprogramación a esta desdiferenciación. Las células iPS son capaces: a) de diferenciarse en células de tejidos pertenecientes a las tres capas germinales de un embrión natural (ver embriogénesis humana): endodermo, mesodermo y ectodermo,  b) de formar teratomas, y c) ratones quiméricos o quimeras (quimerismo).
Se ha demostrado que las células iPS son idénticas en muchos aspectos, y similares en otros, a las células madre embrionarias (normalmente abreviadas como ES, por sus siglas en inglés: "Embryonic Stem"). Por ejemplo, son iguales en morfología, expresión de ciertos genes y proteínas, patrones de metilación del ADN, tiempo de duplicación celular y capacidad de diferenciación a células de otros tejidos. Sin embargo, el mecanismo mediante el cual se inducen y su relación con las células ES sigue aún en investigación (Liu, et al. 2011).
Las células iPS se obtuvieron por primera vez en el año 2006 a partir de células de ratones (Takahashi & Yamanaka, 2006), y en 2007 a partir de células humanas (Takahashi, et al. 2007). En 2006, se describió por primera vez este proceso a partir de fibroblastos de ratón utilizando retrovirus que vehiculizaban e inducían la expresión de varios genes exógenos. En 2011 se publicó una revisión sobre esta primera metodología (Miller & Schlaeger, 2011). Este logro se considera uno de los avances más importantes de la investigación con células madre, ya que permite obtener células madres pluripotenciales a partir de células adultas. Las iPS tienen aplicaciones como modelos para estudio de enfermedades, posibles usos terapéuticos (disminuyendo el rechazo en los trasplantes y sin la controversia del uso de embriones que tiene las células ES), y en investigaciones básicas.
Shinya Yamanaka y John Gurdon fueron galardonados en 2012 con el premio nobel de Fisiología o Medicina.

## Primeros métodos de reprogramación de células adultas

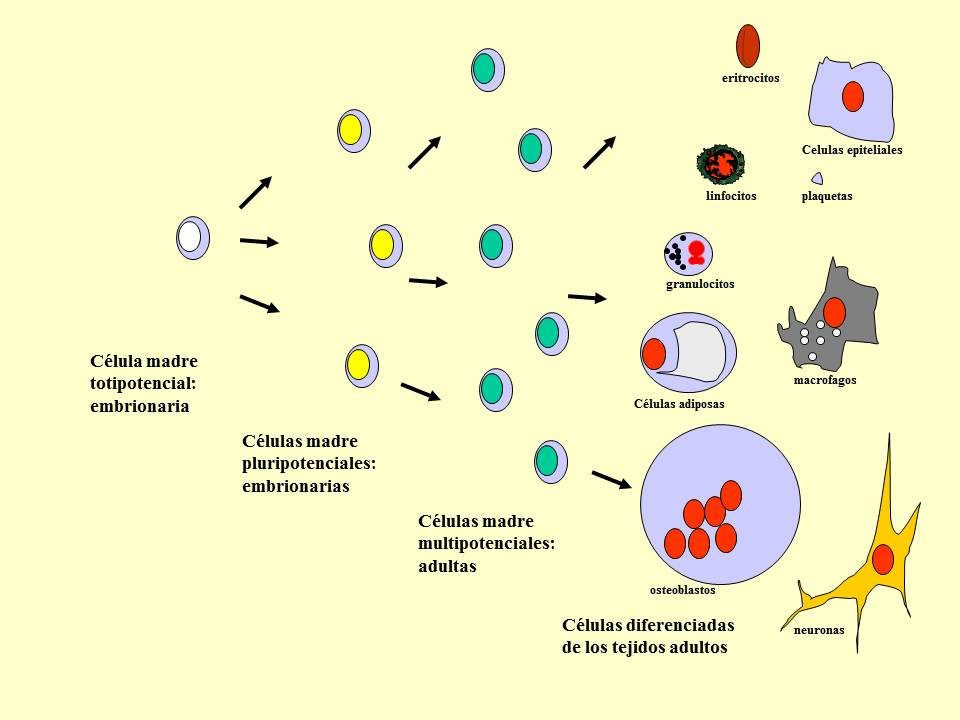
Esquema de la generación de células de tejidos diferenciadas a partir de las células madre naturales.. Todas las células adultas que componen un cuerpo de ratón o humano se generan a partir de una célula inicial totipotencial a través de células madre pluripotenciales, que solo persisten en la época embrionaria (células ES), y después a partir de células madre multipotenciales que persisten en el adulto. La reprogramación de células adultas a células pluripotenciales (células iPS) ha conseguido la reversibilidad parcial de este proceso natural de diferenciación celular

### Primera generación en ratones
Las células iPS se derivan de células adultas por transferencia (transfección) de varios genes exógenos asociados a células ES. Generalmente para una transferencia eficiente se utilizan retrovirus que actúan como vehículos o vectores de los genes exógenos. Los genes exógenos transferidos son principalmente los correspondientes a factores de transcripción (transcripción genética) asociados a las células ES. Después de 3–4 semanas , un pequeño porcentaje de las células transferidas comienzan a diferenciarse volviéndose morfológica y bioquímicamente similares a las células ES. Las células iPS o células adultas reprogramadas se aíslan por selección con un gen de resistencia a antibióticos y por confirmación de su identidad (ver después).
El equipo de Shinya Yamanaka en la Universidad de Kioto (Japón) en 2006, fue el primero en generar células iPS. Para ello usaron como células diana fibroblastos de ratón, como genes exógenos los previamente identificados como expresados en las células ES, y como vehículos o vectores los retrovirus. Cuatro genes codificando factores de transcripción resultaron esenciales para producir células iPS: los denominados Oct-3/4, Sox2, c-Myc, y Klf4. De las células tratadas con retrovirus codificando dichos genes se seleccionaron aquellas que los expresaban con antibióticos y por la presencia del gen Fbx15(células Fbx15+) . Sin embargo estas células iPS tenían patrones de metilación del ADN distintos de los de las células ES y además no producían ratones quiméricos viables.

### Segunda generación en ratones
En 2007, el mismo grupo publicó un trabajo junto con otros grupos de investigación independients de Harvard, MIT, y la Universidad de California, que demostraba que se podían obtener células iPS a partir de fibroblastos de ratón con capacidad de formar quimeras viables utilizando el gen Nanog en vez del Fbx15. Los patrones de metilación de DNA y la producción de ratones quiméricos viables indicaron que Nanog es un determinante importante de la pluripotencia celular (Maherali, et al. 2007, Okita, et al. 2007, Takahashi &Yamanaka, 2006, Wernig, et al. 2007). Desafortunadamente, debido a que uno de los cuatro genes utilizados (c-Myc) es oncogénico, el 20% de los ratones quiméricos desarrolló cáncer. En un estudio posterior, se demostró que se pueden mantener células iPS sin c-Myc que no desarrollen cáncer, pero el procedimento es menos eficiente (Nakagawa, et al. 2008).

### Producción de células iPS humanas
En 2007, también se publicó el avance más importante, ya que se habían podido generar células iPS humanas a partir de células humanas adultas. Los resultados se obtuvieron por dos equipos de investigación independientes. Uno dirigido por Yamanaka en Japón transformó fibroblastos humanos en células iPS utilizando los genes: Oct3/4, Sox2, Klf4, y c-Myc vehiculizados en retrovirus (Takahashi, et al. 2007), mientras otro  por  Thomson en USA usó los genes Oct4, Sox2, Nanog, y LIN28 vehiculizados en lentivirus (Yu, et al. 2007).

## Problemas de los primeros métodos de reprogramación celular
Aunque los primeros métodos utilizando genes codificadores de factores de transcripción demostraron que las células adultas diferenciadas se pueden reprogramar a células iPS, todavía existen problemas importantes, tales como i) eficiencia, ii) mutagénesis insercional, iii) tumores y iv) reprogramación incompleta.
- Eficiencia: es un problema que afecta al proceso de obtención de células iPS. La eficiencia o porcentaje de obtención de células reprogramadas es todavía muy bajo. Por ejemplo, el porcentaje de reprogramación en el estudio en ratones de Yamanaka fue solo del 0.1-1% (Takahashi &Yamanaka, 2006). Este porcentaje tan bajo puede deberse a la necesidad de que coincidan distintos niveles de expresión de varios de los genes exógenos transfectados. También podría ser debido a la necesidad de cambios genéticos o epigenéticos en la población de células diana tal y como sugiere la necesidad de tiempos largos de cultivo. La optimización de la reprogramación sigue siendo objeto de estudios actuales (Chen, et al. 2011, Dick, et al. 2011) y constantemente se producen nuevos avances.[14] Por ejemplo, para obtener una máxima eficiencia, en los primeros métodos descritos se necesitaba crecer las células iPS sobre una capa de células alimentadoras que aunque inactivadas suponían una posible fuente de contaminación. Nuevos métodos , han conseguido hacer crecer células iPS en ausencia de dichas capas en buenas condiciones (Chung, et al. 2011) y durante tiempos largos (Nemati, et al. 2011) .

- Mutagénesis insercional: es un problema que afecta a las posibles aplicaciones en medicina regenerativa. La inserción de los genes exógenos codificantes de los factores de transcripción en el genoma de la célula diana limita su utilidad debido al riesgo de mutagénesis insercional en el genoma de las células diana (Selvaraj, et al. 2010). Las mutaciones introducidas pueden ser deletéreas o inducir tumores. Una estrategia para evitar la mutagénesis insercional es el uso de vectores alternativos. Para ello se han explorado plásmidos , adenovirus, y transposones, que aunque reducen las posibilidades de mutagénesis insercional, tienen una eficiencia de reprogramación menor (Okita, et al. 2008, Stadtfeld, et al. 2008, Woltjen, et al. 2009). Otras estrategias que emplean proteínas o ARN también tienen una eficiencia menor. Por último, el empleo de moléculas de bajo peso molecular que simulan el efecto de los factores de transcripción parece hoy por hoy la alternativa más esperanzadora.

- Tumores: es un problema que afecta a las posibles aplicaciones en medicina regenerativa. Algunos de los genes reprogramadores son oncogenes, lo que aumenta la probabilidad de inducción de tumores.[15] Aunque se pudo eliminar el c-Myc después de generar células iPS para eliminar la formaciónde tumores (Nakagawa, et al. 2008), se necesita profundizar en estos estudios. Parece existir un equilibrio entre la eficiencia de reprogramación y la formación de tumores, ya que la inactivación o eliminación del gen supresor de tumores p53, aumenta la eficiencia de reprogramación (Marion, et al. 2009).

- Reprogramación incompleta: es un problema que afecta a las posibles aplicaciones en medicina regenerativa.[16] Para reprogramar completamente una célula diferenciada de un tipo celular a otro, el código epigenético causante de la diferenciación celular debe ser "reformateado", lo que no siempre se consigue al 100% dependiendo de cada tipo de célula diana (Kim, et al. 2011). A pesar de estos inconvenientes, tres equipos independientes fueron capaces de generar células iPS que dieron origen a ratones derivados enteramente de células iPS inyectándolos a blastocistos tetraploides (Zhao, et al. 2009). Sin embargo, estudios de los perfiles de transcripción han demostrado que dicha equivalencia no siempre es completa (Li, et al. 2011, Narsinh, et al. 2011).

## Métodos alternativos de reprogramación celular
Para que un método de reprogramación sea práctico o incluso viable, las eficiencias o porcentajes de reprogramación (número de células reprogramadas respecto al total de células adultas diana iniciales) deben ser lo más altas posible. Por ejemplo, una eficiencia de reprogramación del 50-100 % sería óptima, pero los primeros porcentajes de reprogramación estaban en el 0,1-1% (Takahashi &Yamanaka, 2006). Las eficiencias de reprogramación dependen mayoritariamente de los vectores que se utilicen (Takahashi & Yamanaka, 2006). Los riesgos para el uso de células iPS en humanos también dependen en gran medida de los métodos utilizados. Aunque las transferencias con retrovirus son hasta ahora las que han obtenido una mayor eficiencia, dan lugar a la inserción al azar de los genes exógenos en el genoma de la célula diana, lo que puede producir mutagénesis insercional provocando inactivación de genes vitales o activación de oncogenes (Zhang, et al. 2011). Hasta ahora las alternativas a estas metodologías son: i) Compuestos de bajo peso molecular, ii) Adenovirus, plásmidos y transposones, iii) Proteínas recombinates y iv) Moléculas ARN. Mejoras en estas nuevas metodologías que dieran lugar a mayores eficiencias podrían ayudar a generar células iPS más seguras y a encontrar soluciones a estos problemas. Quizá haya que diseñar nuevos métodos que combinen todas las ventajas conocidas.

### Moléculas de bajo peso molecular
Una de las principales estrategias para evitar la mutagénesis insercional es el uso de moléculas de bajo peso molecular (comparado con las proteínas o los ADNs) como sustitutivos de los efectos de los factores de transcripción. Estas moléculas pueden incrementar la eficiencia de reprogramación compensando el efecto del factor reprogramador. Debido a que no son ADN, dichas moléculas también evitan la integración genómica aumentando así la seguridad. Aunque aún no se ha podido identificar una mezcla de moléculas que completamente reprograme las células adultas a pluripotentes, existen algunos ejemplos que aumentan la eficiencia o incluso pueden substituir algunos de los genes.
Los primeros estudios describiendo algunas de estas estrategias se realizaron en 2008. Por ejemplo, el ácido valproico, un inhibidor de la diacetilasa de las histonas, aunmentó la eficiencia de reprogramación unas 100 veces (Huangfu, et al. 2008). Se supone que el ácido valproico simula las señales del factor de transcripción c-Myc. Un tipo similar de mecanismo se ha propuesto para el BIX-01294, un inhibidor de la metiltransferasa de histonas que simula los efectos del Sox2 (Shi, et al. 2008) . La simulación de otras señales es un tema de activa investigación (Chen, et al. 2011). 
Otra estrategia se basó en el estudio de la ruta molecular natural de diferenciación de las células mesenquimales a epiteliales en la que intervienen TGFb (Factor de Transformación beta) y MEK (Kinasa de proteínas Epiteliales activada por Mitógenos). Primero se seleccionaron dos inhibidores de TGFb y MEK entre aquellos que no solo inhibían la diferenciación sino que también eran las más activos en reprogramación (SB431412 y PD0325901). Cuando se usaron estos dos inhibidores en combinación, aumentaron unas 100 veces la eficiencia de reprogramación. Después se investigó de una manera similar, la ruta molecular natural empleada para mantener la supervivencia celular. Así, después de ensayar en reprogramación varios compuestos que inhiben dicha ruta, se seleccionó el Thiazovivin. Usando una mezcla de estos 3 inhibidores se consiguió una mejora en la eficiencia de reprogramación de unas 200 veces (Lin, et al. 2009).
Por otra parte, el estudio de los mecanismos de reprogramación posiblemente aportará nuevas alternativas e ideas sobre este importante tema (Lin, 2011, Lin, et al. 2011).

### Adenovirus, plásmidos y transposones
Otra estrategia para evitar la formación de tumores ha sido el uso de vectores alternativos o no retrovirales, tales como los: adenovirus, plásmidos y transposones. Sin embargo, aunque los métodos basados en todos estos vectores alternativos evitan el uso de retrovirus, todavía requieren el uso de genes exógenos provocadores de tumores para obtener reprogramación.
Los adenovirus son únicos entre los vectores virales porque no incorporan ninguno de sus propios genes al genoma de la célula diana y por lo tanto evitan la mutagénesis insercional (Zhou &Freed, 2009). Otra ventaja de usar adenovirus es que solo necesitan estar presentes durante un breve tiempo para inducir la reprogramación. En 2008, se usó un adenovirus para vehiculizar los cuatro genes exógenos (factores de transcripción) a células de ratones obteniendo células idénticas a las ES (Stadtfeld, et al. 2008), demostrándose así que para obtener células iPS no es absolutamente necesaria la integración en el genoma de la célula diana de los genes exógenos.
En 2008, el equipo de Yamanaka demostró que la reprogramación también era posible empleando plásmidos en vez de retrovirus para transferir los cuatro genes exógenos (Okita, et al. 2010). En dichos trabajos, se describe cómo fueron capaces de transformar células de ratón con dos plásmidos, uno de ellos expresaba el c-Myc, mientras que el segundo expresaba Oct4, Klf4, y Sox2. Sin embargo, estos métodos son mucho menos eficientes que los basados en retrovirus y también tienen posibilidades de mutagénesis insercional aunque en menor proporción que los retrovirus.
Se ha intentado también el uso de algunos transposones . Por ejemplo, varios estudios han demostrado que los transposones denominados piggyBac pueden efectivamente transportar los genes de reprogramación sin introducir mutaciones indeseables en el genoma de la célula diana ya que efectúan una reescisión de los genes exógenos evitando la mutagénesis insercional (Woltjen, et al. 2009).

### Proteínas recombinantes
Una gran ventaja de este método es que evita los problemas de mutagénesis insercional, puesto que las proteínas no son ácidos nucleicos y no se pueden insertar en el genoma. En 2009, se demostró la generación de células iPS sin alteración genética de las células adultas originales mediante proteínas vehiculizadas a través de péptidos (Zhou, et al. 2009). Así se pudo demostrar que las proteínas recombinantes correspondientes a los factores de transcripción se podían usar para la reprogramación (Zhou, et al. 2009). Mientras que la transferencia de proteínas también induce pluripotencia, el método es más complicado y requiere dominar las técnicas de producción y purificación de proteínas recombinantes. Además, su eficiencia es muy baja.

### Moléculas RNA
Los micro ARNs son moléculas cortas complementarias a secuencias de ARN mensajero (ARNm) que bloquean su traducción a proteínas, inhibiendo específicamente la expressión final de los genes. La expresión de moléculas micro ARN específicas de ES (tales como miR-291, miR-294 y miR-295) aumentaban la eficiencia de la reprogramación hasta un nivel similar al método que usa proteínas (Morrissey, et al. 2005). Los micro ARNs quizá actúan bloqueando la expresión de represores de los cuatro o alguno de los cuatro factores de transcripción de Yamanaka. Un obstáculo para el uso de la reprogramación por ARN es su inestabilidad. Sin embargo, se podrían usar ARNs con modificaciones estabilizadoras (5-metilguanosinas o pseudouracilos), que además de ser más estables y tienen menor probabilidad de mutagénesis insercional. Otro obstáculo quizá más importante, es que los ARN exógenos provocan respuestas anti-virales innatas en las células diana.

## Genes que inducen reprogramación
La generación de células iPS depende de que los genes adecuados se usen para la inducción de la reprogramación. Hasta ahora se han identificado los Oct-3/4 y varios miembros de la familia Sox (Sox1, Sox2, Sox3, Sox15) como genes indispensables para inducir la reprogramación. Por otra parte, genes tales como los de las familias de los factores Kruppel (Klf1, Klf2, Klf4, Klf5), Myc (c-myc, L-myc, N-myc), Nanog, y LIN28, se han identificado como genes implicados en aumentar la eficiencia de reprogramación. Más en detalle:
- Genes indispensables en la reprogramación 
  - Genes Oct-3/4: el Oct-3/4 (Pou5f1) es uno de los genes de la familia de los factores de transcripción de estructura octamérica, conocido por su papel en el mantenimiento de la pluripotencia y del potencial de diferenciación de las células ES. La ausencia de Oct-3/4 en células naturalmente Oct-3/4+, tales como los blastómeros y las células ES causa su diferenciación espontánea. Otros genes de la familia Oct , incluyendo Oct1 y Oct6, no producen inducción de la reprogramación, demostrando la especificidad de Oct-3/4.
  - Genes Sox: la familia de genes Sox está asociada al mantenimiento tanto de la pluripotencia como de la multipotencia mientras que los genes Oct-3/4 están exclusivamente implicados en el mantenimiento de la pluripotencia. El gen Sox2 fue el gen que se utilizó inicialmente, pero después se ha demostrado que otros genes de la familia Sox también se pueden usar. Por ejemplo el Sox1 induce células iPS con una eficiencia similar a Sox2, mientras que los genes Sox3, Sox15, y Sox18 también inducen células iPS pero con menor eficiencia.
- Genes que aumentan la eficiencia de la reprogramación
  - Genes Kruppel(Klf): el gen Klf4 de la familia Klf fue identificado inicialmente por el grupo de Yamanaka como un factor de inducción de células iPS para ratón, aunque el grupo de Thomson comprobó que Klf4 no inducía células iPS humanas. Klf2 y Klf4 inducen células iPS con alta eficiencia mientras que Klf1 y Klf5 lo hacen con una eficiencia menor.
  - Genes Myc: la familia de genes Myc son oncogenes implicados en cáncer. El gen c-Myc es un gen implicado en la inducción de células iPS de ratón y humanas. Sin embargo, después se ha podido comprobar que no es necesaria su presencia para mantener células iPS humanas (Nakagawa, et al. 2008). El uso de genes de la familia Myc en la inducción de células iPS humanas es problemático si se usaran para terapias clínicas ya que 25% de los ratones trasplantados con células iPS inducidas con c-Myc desarrollaron teratomas letales. N-Myc y L-Myc también inducen células iPS con eficiencias similares a c-Myc.
  - Gen Nanog: el gen Nanog junto con Oct-3/4 y Sox2, se expresan en las células ES. Por ello fue sorprendente que el grupo de Yamanaka describiera inicialmente que Nanog no era necesario para la reprogramación, aunque el grupo de Thomson comprobó que también era posible su utilización.
  - Gen LIN28: LIN28 es una proteína que liga RNA que se expresa en células ES y células de carcinoma embrionario asociadas con diferenciación y proliferación. Se ha demostrado que LIN28 puede inducir células iPS aunque es dispensable.

## Confirmación de la identidad de las células iPS
Las células iPS son muy similares a las células ES tanto en ratón como humanas en los siguientes aspectos: propiedades celulares, pluripotencia y reprogramación epigenética. El estudio de estos aspectos se emplea para confirmar si unas determinadas células iPS son pluripotenciales o no.
- Propiedades celulares
  - Morfología: las células iPS son morfológicamente similares a las células ES. Ambas tienen una forma redondeada con un núcleo grande y poco citoplasma. Las colonias de células iPS son también similares a las colonias de células ES. Las células iPS humanas forman colonias con fuertes contornos, planas y compactas como las que forman las células iPS humanas. Las colonias de células iPS de ratón son más similares a las ES de ratón, menos planas y más compactas que las humanas.
  - Propiedades de división celular: el tiempo de duplicación corto correspondiente a una división o frecuencia de mitosis alta, es la propiedad más característica de las células ES, ya que por definición como células madre que son, deben de multiplicarse activamente. Las células iPS son también mitóticamente activas, dividiéndose a una velocidad igual que las células ES.
  - Marcadores de células madre: las células iPS expresan en sus membranas celulares los mismos marcadores antigénicos (antígenos) que las células ES, según demuestra su reconocimiento con anticuerpos específicos. Por ejemplo las células iPS humanas expresan SSEA-3, SSEA-4, TRA-1-60, TRA-1-81, TRA-2-49/6E, y Nanog, genes que también se expresan en las células ES humanas, mientras que las células iPS de ratón expresan SSEA-1 pero no SSEA-3 ni SSEA-4, tal y como hacen las células ES de ratón. La búsqueda e investigación de nuevos marcadores continúa para mejorar la caracterización de las células iPS (Chen, et al. 2011).
  - Genes transcritos en células madre: las células iPS transcriben la mayoría de los mismos genes que se transcriben en las células ES, tales como Oct-3/4, Sox2, Nanog, GDF3, REX1, FGF4, ESG1, DPPA2, DPPA4, TERT, etc, si bien estudios recientes están encontrando algunas diferencias (Li, et al. 2011, Narsinh, et al. 2011).
  - Actividad telomerasa: la telomerasa es una enzima necesaria para mantener la división celular sin la limitación natural de unas 50 divisiones celulares (límite de Hayflick). Tanto las células iPS como las ES humanas expresan una actividad telomerasa muy alta para mantener su autorenovación y proliferación. Además expresan la transcriptasa reversa de la telomerasa, un componente necesario para que actúe la telomerasa.
- Pluripotencia
  - Diferenciación neuronal: en cultivos in vitro, las células iPS, como las ES, se diferencian a neuronas, que expresan los marcadores βIII-tubulina, tirosina hidroxilasa, AADC, DAT, ChAT, LMX1B, y MAP2. La presencia de enzimas asociadas a la catecolamina puede ser una indicación de que las células iPS tienen capacidad para diferenciarse a neuronas. Cuando se completa la diferenciación a neuronas los genes marcadores mencionados se dejan de expresar.
  - Diferenciación a células cardíacas: en cultivos in vitro, las células iPS se diferencian a células musculares cardíacas (cardiomiocitos), que espontáneamente comienzan a contraerse. Los cardiomiocitos expresan los marcadores TnTc, MEF2C, MYL2A, MYHCβ, y NKX2.5. Cuando se completa la diferenciación a cardiomiocitos, los genes marcadores mencionados se dejan de expresar.
  - Formación de teratomas in vivo: las células iPS cuando se inyectan en ratones inmunodeficientes inmunodeficiencia forman teratomas en unas nueve semanas. Los teratomas son tumores que contienen simultáneamente tipos de células correspondientes a múltiples tejidos derivados de las tres capas germinales endodermo, mesodermo y ectodermo. Los teratomas son tumores muy característicos, pues la mayoría de los tumores son de un solo tipo celular. La formación de teratomas es una de las principales características de las células ES y también uno de sus principales problemas técnicos para su posible utilización terapéutica en medicina regenerativa.
  - Cuerpos embrionarios in vitro: las células ES humanas forman en cultivo in vitro masas de estructuras redondeadas que se denominan cuerpos embrionarios. Los cuerpos embrionarios consisten en un centro de células mitoticamente activas rodeadas de células diferenciándose y una periferia de células totalmente diferenciadas correspondientes a tejidos derivados de las tres capas germinales. Las células iPS también forman cuerpos embrionarios en cultivo in vitro.

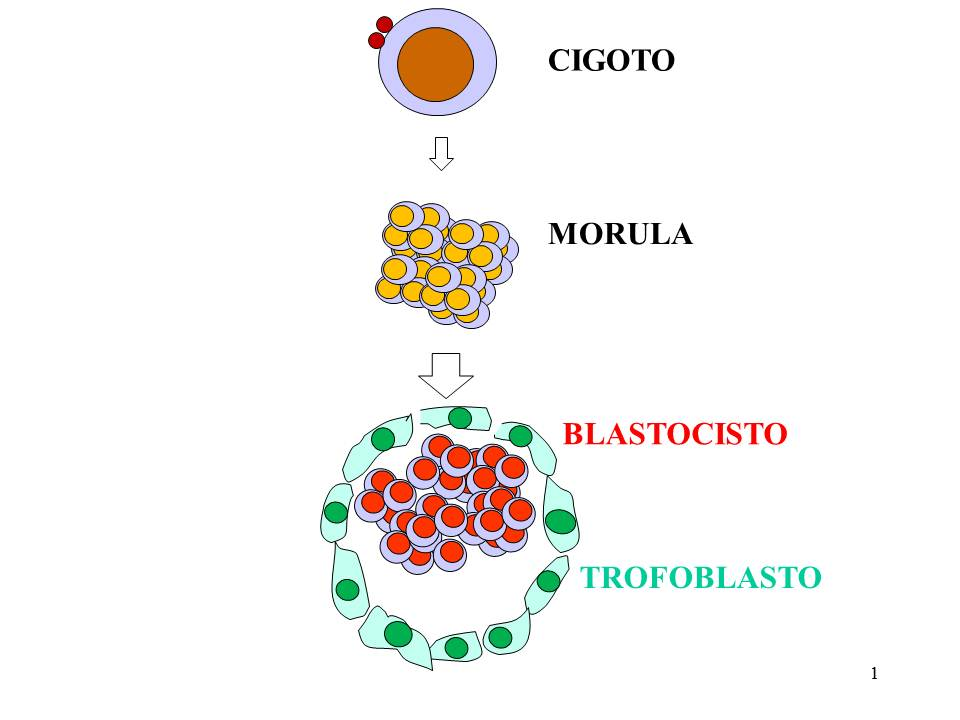
Esquema de cigoto, mórula y blastocisto rodeado de trofoblasto en el desarrollo natural de un embrión. Un cigoto totipotencial de ratón o humano después de una fase de mórula en la que todas las células son iguales, se diferencia a células internas (blastocisto) y células externas (trofoblasto). Las células ES de ratón y humanas que forman el blastocisto de los embriones tempranos, se diferencian a los diferentes tejidos que darán lugar al embrión completo mientras que las capas más exteriores (trofoblastos) se diferencian a tejidos extraembrionarios, tales como la placenta. El trofoblasto aislado sin el blastocisto es incapaz de desarrollar embriones. Es necesario que haya células ES en el interior del trofoblasto para poder obtener el desarrollo de un embrión.

- - Ratones quiméricos: el ensayo de formación de ratones quiméricos (quimerismo) se basa en la transferencia de células ES a trofoblastos vacíos. Cuando las células iPS se injectan a un trofoblasto vacío y el conjunto trofoblasto+células iPS resultante se implanta en un ratón hembra, da lugar a ratoncillos en los que un 10-90% de sus células proceden de las iPS (quimeras).
  - Ratones por complementación tetraploide : las células ES y las iPS derivadas de ratón cuando se inyectan en blastocistos tetraploides (ploidía) vacíos dan lugar a un pequeño porcentaje de ratones no quiméricos.[21][22][23]
- Reprogramación epigénetica
  - Demetilación de promotores: la metilación es la transferencia de un grupo metilo a una base de ADN, típicamente a una citosina en un sitio rico en secuencias adyacentes de citosina y guanina (CpG). Los promotores son secuencias de ADN que controlan la transcripción de un gen. La metilación extensiva del promotor de un determinado gen inhibe su transcripción. En las células ES y iPS, los promotores de los genes asociados a pluripotencia tales como Oct-3/4, Rex1, y Nanog, no están metilados, demostrando su transcripción.
  - Demetilación de histonas: las histonas son proteínas que compactan el ADN inhibiendo la transcripción del ADN cuando están metiladas. Por ejemplo, las histonas H3 asociadas con los genes Oct-3/4, Sox2, y Nanog deben estar sin metilar para que dichos genes estén activos tal y como sucede con las células ES (Liang, et al. 2010).
  - Perfil global de metilación: las células iPS humanas tienen perfiles de metilación global muy similares a las células ES. Sin embargo distintas iPS muestran variaciones del orden de unas 1000 veces en sus perfiles de metilación. La mitad de esos perfiles semejan a la célula de la que se derivaron mientras que la otra mitad es específica de células iPS. En algunas iPS se han encontrado decenas de regiones de ADN de megabases de longitud que no están reprogramadas como los de las células ES.[24]

## Aplicaciones: modelos, medicina regenerativa y ciencia básica
Las células iPS se están aplicando al estudio de enfermedades genéticas humanas: i) como modelos in vitro de enfermedades para desarrollar medicamentos específicos, ii) considerando su uso como posible tratamiento individual en medicina regenerativa y iii) utilizándolas para investigación básica. Para adelantarse a estas posibles aplicaciones , ya se ha comenzado a estudiar la organización de bancos de células madres (Taylor, et al. 2011).

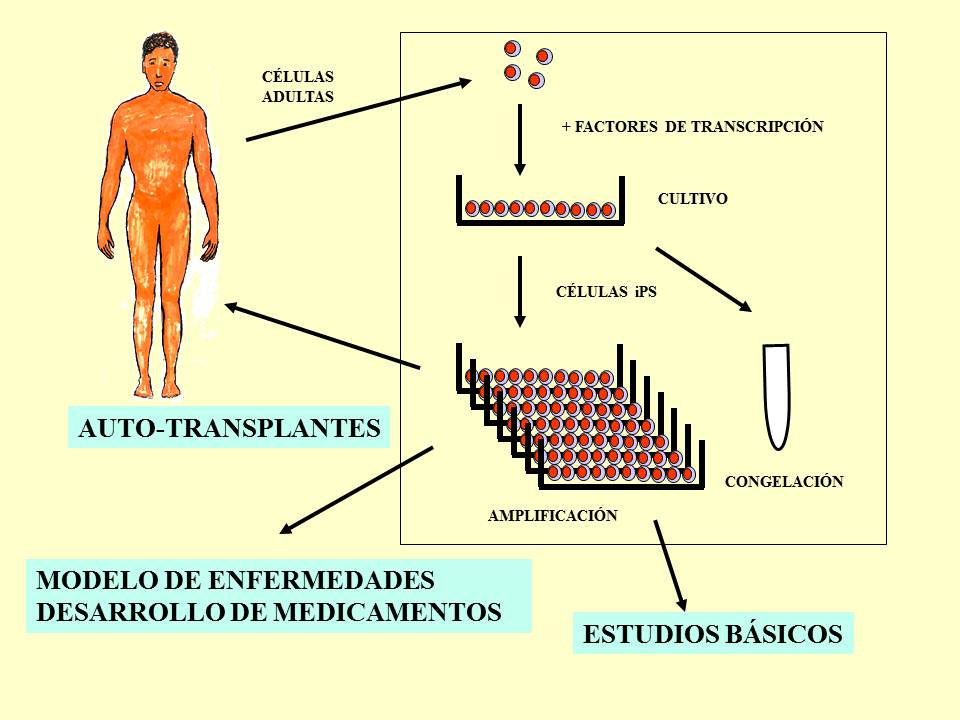
Esquema de la generación y aplicaciones de las células iPS. Las células iPS se pueden derivar de cada paciente. Una vez obtenidas, se amplifican por división celular y parte de ellas se conservan congeladas en nitrógeno líquido. Sus aplicaciones son: i) como modelos in vitro de enfermedades para desarrollar medicamentos específicos, ii) considerando su uso como posible tratamiento individual en medicina regenerativa y iii) utilizándolas para investigación básica.

- Modelos in vitro de enfermedades . Para su empleo como modelos in vitro de enfermedades específicas de cada paciente, las células iPS se derivan de los pacientes correspondientes. Por ejemplo, solo en 2011 se han publicado células iPS desarrolladas a partir de pacientes con varios tipos de síndromes raros (Ananiev, et al. 2011, Priori, 2011, Sheridan, et al. 2011), atrofia muscular (Chang, et al. 2011), desórdenes cardiovasculares (Josowitz, et al. 2011), y ataxia (Liu, et al. 2011). Debido a que en principio se pueden obtener cantidades ilimitadas de células iPS “enfermas”, se pueden estudiar las características moleculares de la enfermedad y ensayar posible tratamientos y fármacos in vitro antes de aplicarlos al paciente.

- Medicina regenerativa. El desafío de producir células iPS más seguras continúa para desarrollar posibles tratamientos terapéuticos de enfermedades humanas en medicina regenerativa, (Josowitz, et al. 2011, Zhang, et al. 2011). El obstáculo más importante para esta aplicación de las células madre, tanto de las iPS como de las ES, es su tendencia a la formación de teratomas, tal y como reconoce la FDA (Food and Drug Administration).[25] Además, un trabajo reciente indica que las células iPS pudieran ser más tumorogénicas que las ES.[26] Ello podría ser debido a que algunos de los genes por ejemplo, los genes Myc, son oncogenes muy conocidos. La omisión de los Myc provoca una disminución de unas 100 veces en la eficiencia de reprogramación, si bien en 2008, se describió una nueva técnica para eliminar los oncogenes Myc una vez conseguida la inducción de la pluripotencia, incrementando así su seguridad (Nakagawa, et al. 2008). Un punto decisivo que hay que resolver adecuadamente es la relación entre eficiencia e integración genómica. La mayoría de los métodos de inducción de células iPS que no utilizan integración genómica son ineficientes, mientras que los que la emplean todavía tienen problemas causados por la mutagénesis insercional tales como la inducción de tumores (teratomas) y la reprogramación incompleta. Es por todo ello que se buscan activamente métodos alternativos para inducir iPS. Por lo tanto, un área importante para futuros estudios es el ensayo de tumorigenicidad de las iPS usando métodos similares a los que luego se usarían para su aplicación terapéutica en la medicina regenerativa. Dichos estudios son importantes ya que las células iPS, como las ES no solo forman teratomas sino que en ratones derivados de células iPS se han demostrado altas mortalidades por cáncer (Aoi, et al. 2008). Relacionado con estas posibles aplicaciones es el tema de los rechazos a autotransplantes. Debido a que las células iPS se pueden derivar de las propias células adultas del propio paciente, al contrario que las células ES, se pensaba que un tratamiento con sus células iPS (autotransplante) evitaría las respuestas immunológicas responsables de rechazos. Sin embargo ya existen las primeras evidencias de que también este puede seguir siendo un problema con las células iPS.[27]

- Investigación básica. En cuanto a estudios más básicos necesarios para entender los mecanismos de reprogramación y con posibilidades de aplicación a más largo plazo, otro reto importante es la caracterización proteómica y de los perfiles de transcripción de las células iPS. El grupo dirigido por Wu en la Universidad de Stanford ha hecho avances significativos en proteómica,[28] mientras que otros equipos trabajan en la caracterización del transcriptoma[29] (Narsinh, et al. 2011).